# Cryphia flavescens
Cryphia flavescens là một loài bướm đêm trong họ Noctuidae.